# Sojuz T-12
Sojuz T-12 (ryska: Союз Т-12) var en flygning i det sovjetiska rymdprogrammet. Flygningen gick till rymdstationen Saljut 7. Farkosten sköts upp med en Sojuz-U2-raket från Kosmodromen i Bajkonur den 17 juli 1984. Den dockade med rymdstationen den 18 juli 1984. Farkosten lämnade rymdstationen den 29 juli 1984. Några timmar senare återinträdde den i jordens atmosfär och landade i Sovjetunionen.
Under flygningen blev Savitskaja den första kvinnan att genomföra en rymdpromenad, hon blev även den första kvinnan att genomföra en andra rymdfärd.